# Eriopyga polygrapha
Eriopyga polygrapha là một loài bướm đêm trong họ Noctuidae.